# 瑤華宮
瑤華宮（ようかきゅう）は、北宋の都である東京（開封）にあった宮殿である。
『宋会要輯稿』によると、瑤華宮は金水門の外、元の名は安和院だった。景祐元年（1034年）、郭浄妃（元の郭皇后）は皇宮から追い出され、安和院に入住して出家させられたが、その後に安和院は改築して「瑤華宮」と改称した。
表向きは皇族の道観であったが、実際には皇族女性で罪を犯した者が収容された。